# Hobart Bosworth

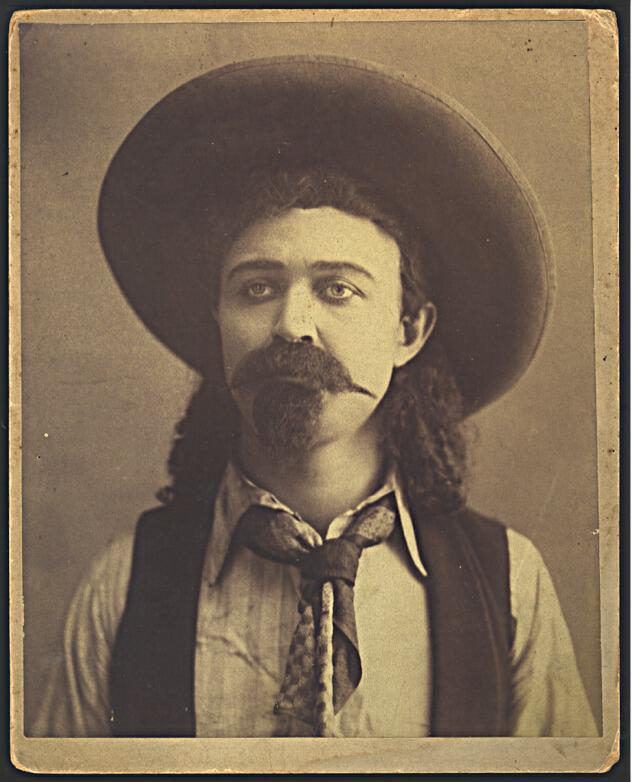
Hobart Bosworth i scenkostym

Hobart Bosworth född 11 augusti 1867 i Marietta, Ohio, död 30 december 1943 i  Glendale, Kalifornien, var en amerikansk skådespelare, regissör och filmproducent.

## Filmografi i urval
- 1911 – Coals of Fire
- 1911 – George Warrington's Escape
- 1912 – Merely a Millionaire
- 1912 – Monte Cristo
- 1913 – Yankee Doodle Dixie
- 1917 – Joan the Woman
- 1924 – Inför högre rätt
- 1925 – Den stora paraden
- 1927 – Annie Laurie
- 1929 – A Woman of Affairs
- 1930 – Abraham Lincoln
- 1932 – Den siste mohikanen
- 1933 – Lady för en dag